# Allotoca diazi
El chorumo (Allotoca diazi) es una especie de pez actinopeterigio de agua dulce, de la familia de los goodeidos.

## Biología
Son peces de tamaño pequeño con una longitud máxima descrita de 10 cm los machos y 12 cm las hembras, vivíparos con una gestación de alrededor de 55 días, tras la cual nacen de 10 a 50 crías.

## Distribución y hábitat
La especie se distribuye por la cuenca fluvial del río Lerma, en México, siendo endémica del lago de Pátzcuaro. Son peces de agua tropical dulce o salobre, de comportamiento demersal, que prefiere un rango de pH entre 6,8 y 7,4 y una temperatura entre 22 °C y 27 °C. Se les puede encontrar generalmente en aguas claras y fangosas, sobre sustratos de lodo, arena, rocas y plantas, con abundante vegetación.
La población está disminuyendo y la especie ha sido evaluada como en "Peligro Crítico", en vista de su pequeña ocurrencia y la continua disminución en la calidad de su hábitat, debido a contaminación y especies invasoras.